# Элпидий из Ателлы

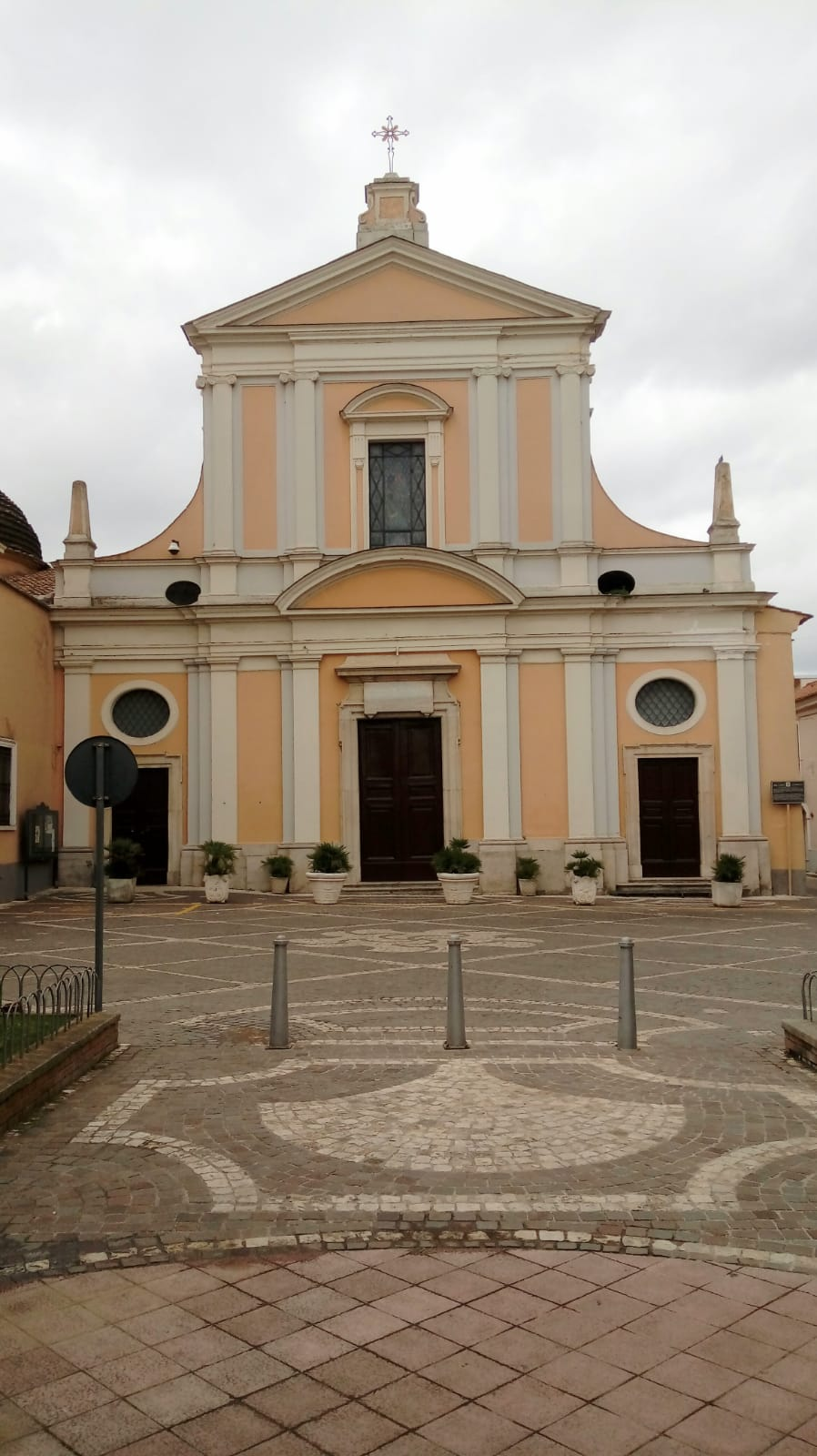
Церковь Сант-Эльпидио в Казапулле.

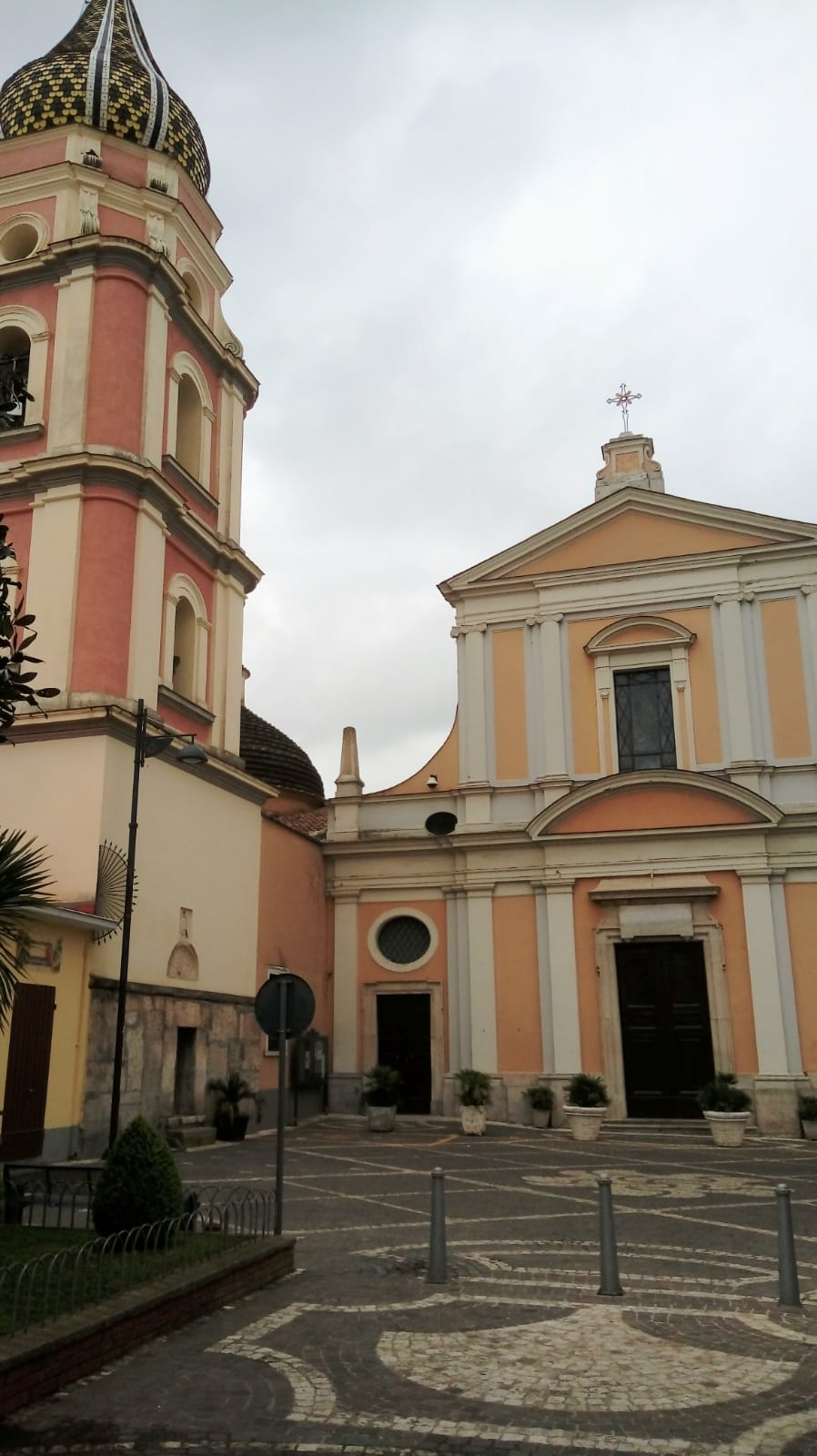
Церковь Сант-Эльпидио в Казапулле: колокольня.

Эльпидий из Ателлы (Африка, около 388—395 — Ателла, 24 мая 452—459) — святой епископ города Ателла. День памяти — 26 мая.
Святой Эльпидий (итал.: Elpidio di Atella), также известный как святой Арпин (Arpino), ласково называемый сантарпинцами «o’Zingarone», был епископом города Ателла с 432 года на протяжении примерно двадцати двух2 лет.
Святой Эльпидий, вероятно, родился между 388 и 395 годами в благородной семье. У него был брат по имени Канион и внук по имени Эльпидий, оба священники. Примерно в 420 году, в возрасте 30 лет, он был поставлен во епископа. Сообщается, что во времена преследования со стороны вандалов времён Гейзериха двенадцать епископов, включая святого, были отправлены на корабле без весел и парусов. Считалось, что они обречены на верную смерть, но им помог ангел, который привел их к побережью Кастель-Вольтурно, что в Кампании. 24 мая 452—459 св. Эльпидий умер, и 26 мая его тело было помещено во гроб. 11 января 460 года его тело было похоронено в соборе Ателлы, где оно оставалось до 787 года. Тогда во время набегов лангобардов тело святого был перемещен в укрепленный город Салерно, поскольку опасались, что его мощи будут украдены.
Святой Эльпидий почитается покровителем коммун Казапулла и Сант-Арпино.